# 亨丽埃特·米克尔森
亨丽埃特·米克尔森（丹麥語：Henriette Mikkelsen，1980年9月21日—），丹麦女子手球运动员。她曾代表丹麦国家队参加2004年夏季奥林匹克运动会手球比赛，结果获得一枚金牌。